# Natação pura
A natação pura, também conhecida por natação desportiva, é a prática da natação de competição em piscina, envolvendo os quatro estilos básicos: crawl, bruços, costas e mariposa (PT) ou golfinho (BR). Insere-se nos desportos aquáticos e faz parte dos Jogos Olímpicos modernos desde o seu início em 1896. O desporto é regido pela Federação Internacional de Natação (FINA), juntamente com as outras disciplinas aquáticas: natação sincronizada, pólo aquático, saltos para a água (PT)/ saltos ornamentais (BR), águas abertas e mergulho aquático.

## Competição
O objectivo da natação pura é o de determinar qual é o nadador mais rápido em uma determinada distância. A natação pura tornou popular no século XIX, e inclui 36 provas individuais - 18 masculinas e 18 femininas, porém o COI (Comité Olímpico Internacional) reconhece apenas 34 provas - 17 masculinas e 17 femininas. A natação pura é uma modalidade dos Jogos Olímpicos de Verão, onde atletas de ambos os sexos competem em 16 das provas reconhecidas pelo COI. As provas Olímpicas realizam-se em piscina de 50 metros.
A natação pura é regulada pela FINA (Federação Internacional de Natação).
As piscinas oficiais de competição podem ser de, 25 ou 50 metros em extensão. Têm que ter 8 pistas, cada uma com 2,5 metros de largura e com um espaço suplementar mínimo de 20 centímetros ao lado das pistas externas. A profundidade deve ser igual ou superior a 1,35 metros. A água deve estar a uma temperatura entre 25°C e 28°C nas competições, não sendo homologado recordes se as temperaturas forem inferiores ou superiores a esses valores.

## Estilos

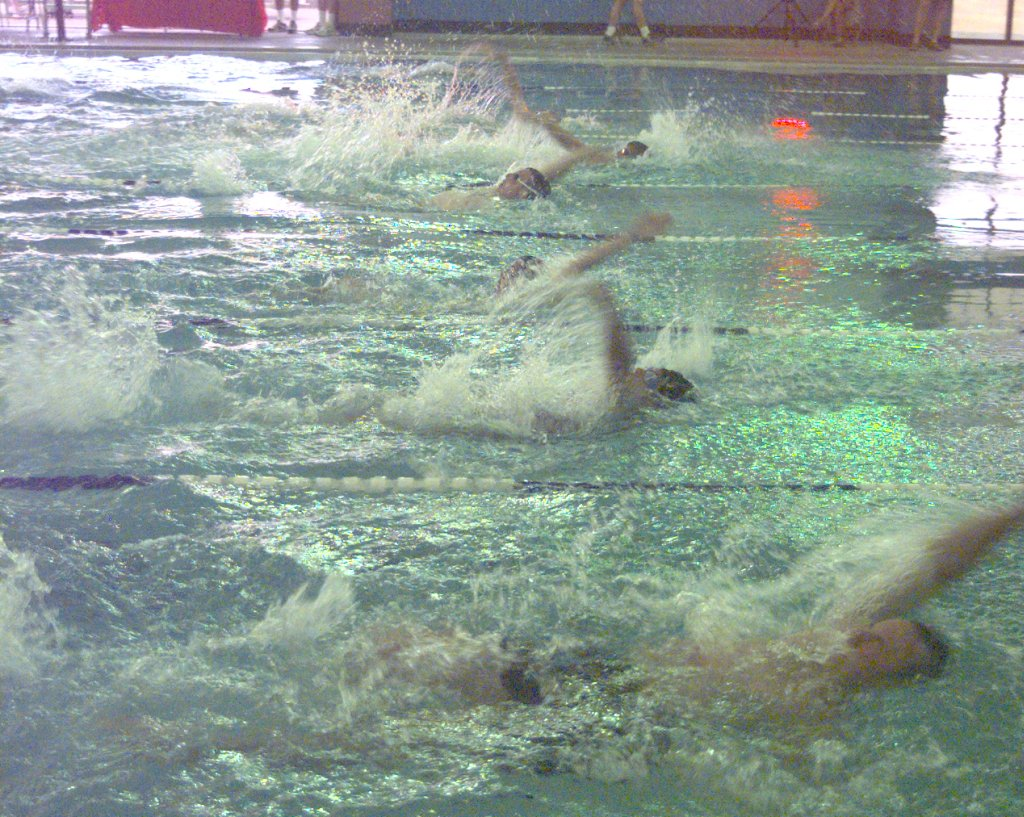
Estilo costas.

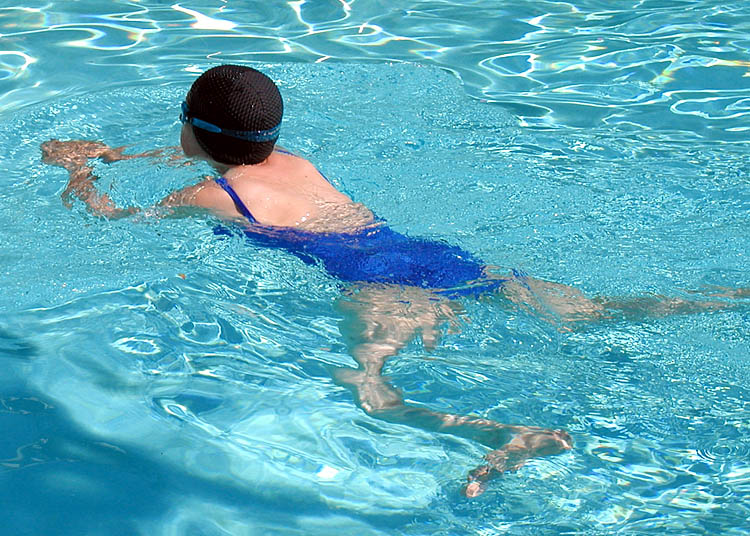
Estilo bruços.

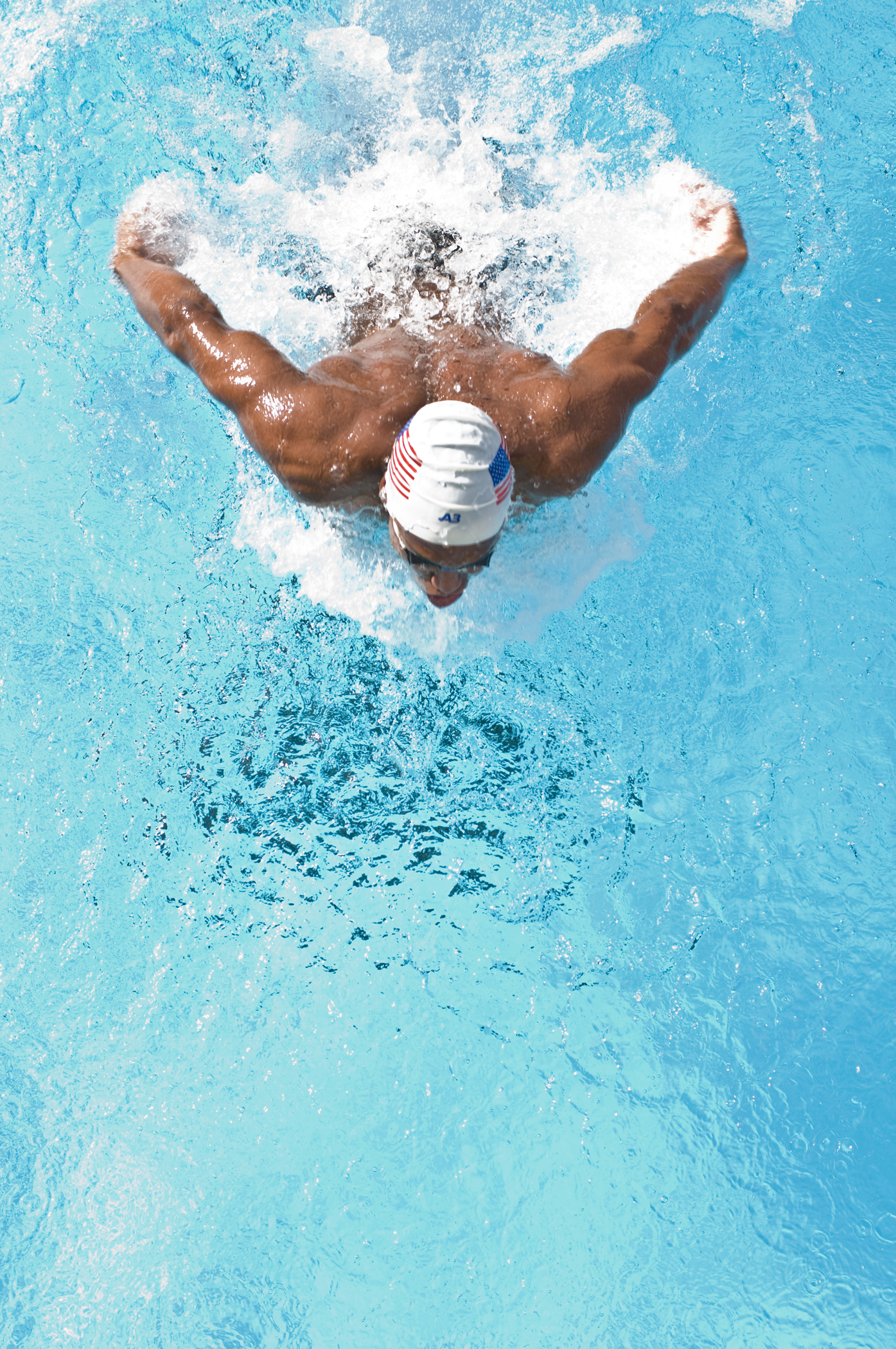
O estilo mariposa.

Os estilos em natação pura são quatro: crawl,  bruços, costas e mariposa. No entanto, não existem provas de crawl, existindo em seu lugar as provas de estilo livre. Normalmente os nadadores escolhem efectuar estas provas em crawl por ser o mais rápido dos quatro estilos.
Cada um destes estilos tem especificações próprias em relação ao posicionamento do tórax do atleta e ao movimento das pernas e dos braços.
- No estilo bruços, o primeiro a surgir, o atleta fica com o peito voltado para o fundo da piscina, arremessando os dois braços em simultâneo por baixo de água, produzindo um movimento sincronizado com as pernas, em um movimento semelhante ao de uma tesoura.
- No estilo crawl, o atleta posiciona-se com o peito voltado para o fundo da piscina, em posição horizontal ao nível da água, executando movimentos circulares alternados com os braços em posição paralela ao corpo, as pernas movimentam-se para cima e para baixo também alternadamente.
- O estilo de costas é similar ao crawl, sendo praticamente uma inversão deste, ficando o atleta com o peito voltado para cima, e as costas voltadas para o fundo da piscina.
- No estilo mariposa, o atleta também fica com o peito voltado para o fundo da piscina, mas joga os dois braços ao mesmo tempo para frente por cima da água e produz um movimento também sincronizado com as pernas, para cima e para baixo, similar ao movimento da cauda de um golfinho.

## Provas

### Provas individuais
As provas, individuais são as provas em que o nadador efectua o percurso sozinho.
As provas de estilo livre (crawl) são de 50m, 100m, 200m, 400m, 800m  ou 1500m.
Nos outros estilos são de 50m, 100m ou 200m

### Provas de estafetas
Disputam-se também provas de estafetas, em que quatro nadadores se revezam a nadar.
As provas de estafetas são de 4x50m, 4x100m e  4x200m para estilo livre e 4x50m 4x100m para estilos.

### Estilo livre
Nesta prova o nadador pode optar pelo estilo que preferir. Na prática o estilo usado com mais frequência é o crawl.
As provas de estilo livre são efectuadas nas distâncias de 50m, 100m, 200m, 400m, 800m e 1500m.

### Estilo costas
O estilo costas tem uma técnica semelhante ao crawl, excepto que é praticado com as costas voltadas para o fundo da piscina.
As provas do estilo costas são efectuadas nas distâncias de 50m, 100m e 200m.

### Estilo bruços
No estilo bruços o atleta nada de peito voltado para o fundo da piscina, movendo os braços simultaneamente, "puxando" a água da frente para trás, abrindo e fechando as pernas (movimento de tesoura) de forma sincronizada.
As provas do estilo bruços são efectuadas nas distâncias de 50m, 100m e 200m.
Bruços é o mais antigo dos estilos de natação pura, remontando as suas referências à pré-história. Em 1798, o bruços era o estilo mais praticado em toda a Europa.

### Estilo mariposa
O estilo mariposa foi uma evolução do estilo bruços, tendo sido durante muito tempo considerado apenas uma variante, passando a estilo oficialmente reconhecido em 1952.
As provas do estilo mariposa são efectuadas nas distâncias de 50m, 100m e 200m.

### Estilos
Nestas provas os nadadores têm de nadar todos os quatro estilos alternadamente, em sequência.
- Nas provas individuais: Mariposa, Costas, Bruços e Crawl.
- Nas provas de estafetas: Costas, Bruços, Mariposa e Crawl.

Há provas de estilos para as distâncias de 200m e 400m em piscinas de 50m, e 100m, 200m e 400m em piscinas de 25 metros.

## Provas olímpicas de natação pura
Todas as provas são mistas, excepto onde indicado.
- Livre
  - 50 metros livres
  - 100 metros livres
  - 200 metros livres
  - 400 metros livres
  - 800 metros livres (mulheres)
  - 1500 metros livres (homens)
- Costas
  - 50 metros costas (JO Juventude)
  - 100 metros costas
  - 200 metros costas
- Bruços
  - 50 metros bruços (JO Juventude)
  - 100 metros bruços
  - 200 metros bruços
- Mariposa
  - 50 metros mariposa (JO Juventude)
  - 100 metros mariposa
  - 200 metros mariposa
- Estilos
  - 200 metros estilos
  - 400 metros estilos
- Estafetas
  - Estafeta 4 x 100 metros livres
  - Estafeta 4 x 200 metros livres
  - Estafeta 4 x 100 metros estilos

## Masters
A natação pura engloba também a categoria masters, criada inicialmente para os atletas de alta competição que tinham interesse em continuar a pratica competitiva.

## Natação na lusofonia

### Brasil
A natação foi introduzida oficialmente no Brasil a 31 de julho de 1897, quando os clubes Botafogo, Gragoatá, Icaraí e Flamengo fundaram no Rio a União de Regatas Fluminense que foi chamado mais tarde de Conselho Superior de Regatas e posteriormente Federação brasileira das Sociedades de Remo. Em 1898, promoveram o primeiro campeonato brasileiro de 1 500 m em estilo livre, Abrão Saliture foi o campeão. Em 1913, o campeonato brasileiro passou a ser promovido pela Federação Brasileira das Sociedades do Remo, em Botafogo. Além dos 1 500 m estilo livre, também foram disputadas as provas de 100 m para iniciados, 600 m para seniores e 200 m para juniores. Em 1914, o desporto e a competições no Brasil começaram a ser controladas pela Confederação Brasileira de Desportos [carece de fontes?].